# Edia minutissima
Edia minutissima là một loài bướm đêm trong họ Crambidae.